# Смуравьёво (аэродром)
Смуравьёво — бывший военный аэродром в Псковской области, расположенный в 14 км северо-восточнее города Гдова в населенном пункте Любимец.

## История
В период Советско-финляндской войны с в 1939 по 1940 гг. на аэродроме базировались части ВВС 7-й армии:
- 54-й скоростной бомбардировочный авиационный полк (прибыл из Белорусского военного округа с 30.11.1939 в составе 51 самолёта СБ).

С 1960 года на аэродроме базировался 722-й истребительно-бомбардировочный авиационный полк, с 1976 года — 722-й авиационный полк истребителей-бомбардировщиков, с 1989 года — 722-й бомбардировочный авиационный полк на самолётах МиГ-15 (до 1960 г.), МиГ-17 (1960—1968), Су-7БМ (1968 0 1974), МиГ-23Б (09.1974 — 1975), МиГ-23БН (09.1974 — 1977), МиГ-27 (1975—1989), Су-24 (1989—1994), Су-24М (1990—2009).
722-й авиационный полк истребителей-бомбардировщиков был лидерным полком в освоении истребителей-бомбардировщиков МиГ-27. На базе полка совместно с 4-м ЦБП и ПЛС проходили войсковые испытания данного типа самолётов.
Полк расформирован в декабре 2009 года.

## Аварии и катастрофы
- 19 февраля 2002 года на границе между Плюсским и Гдовским районами Псковской области (в лесу в 2 км севернее деревни Мышка) потерпел катастрофу самолёт Су-24 722-го бап. При полёте на малой высоте в сложных метеоусловиях экипаж допустил ошибку и не рассчитал снижение. Майор Владимир Владимирович Шостенко и полковник Александр Викторович Дроздецкий погибли.[3].